# Albert Fert
Albert Fert (* 7. března 1938 Carcassonne, Aude) je francouzský fyzik, nositel Nobelovy ceny za fyziku.

## Život a vědecká dráha
V roce 1962 dokončil studium na École normale supérieure v Paříži. Doktorský titul získal roku 1970 na Université Paris-Sud.
Roku 1988 objevil obří magnetorezistenci na multivrstvách železa a chromu. Tento jev objevil nezávisle také Peter Grünberg ve výzkumném centru v německém Jülichu. Po roce 1988 se Fert zabýval výzkumem v oblasti spintroniky.
V roce 2007 mu byla společně s P. Grünbergem udělena Nobelova cena za fyziku, a to za objev jevu obří magnetorezistence, jenž umožnil výrobu pevných disků s kapacitou řádu gigabytů.